# Vändburgs hamn

Vändburgs hamn är en äldre fiskehamn med en intilliggande modern hamn i Vändburgsviken i Vändburg i Hamra socken på Gotland.

## Historik
Den äldre hamnen byggdes på 1930-talet i ett skyddat läge innanför Salmunds udde. På 1940-talet fanns här 8 heltids- och 15 deltidsfiskare. Under slutet av 1940-talet utnyttjades hamnen ofta av blekingefiskare som idkade storskaligt torskfiske i Östersjön. 
En ny stor hamnanläggning för 15 yrkesfiskare anlades strax söder om den äldre hamnen på 1980-talet.

## Byggnadsplaner
En detaljplan för området närmast nya hamnen för totalt 70 nya bostäder inom naturreservatet Gotlandskusten lades fram av Region Gotland 2015. Planen upphävdes av länsstyrelsen 2019 på grund av frågetecken kring bland annat tekniska frågor om vatten och avlopps-systemet. Region Gotland avser därför att revidera planen och påbörja en ny planprocess. Under tiden planeras 12 ställplatser vid nya hamnen.